# Термолабільність
Те́рмолабі́льність — нестійкість проти дії (впливу) теплоти.
Для зберігання і транспортування термолабільних речовин потрібна постійна температура (певний температурний інтервал), за відсутності якої губляться їхні властивості.

## Приклади термолабільності
- Термолабільним є латексний реагент, застосовуваний при селективній флокуляції вугілля.
- Фактор термолабільності використовують, наприклад, при руйнуванні гірських порід.
- Біологічно активні речовини є термолабільними[1][2].